# وليام واردن (ضابط البحرية الملكية)
ويليام واردن (1777–1849) كان جراحًا بريطانيًا في البحرية الملكية  نشر رواية لمحادثاته مع نابليون بونابرت .
ولد وأردن في اليث في انغوس في 1 مايو 1777. بعد حضور مدرسة أبرشية محلية، تم إرساله إلى مونتروز وإدنبره. في عام 1795، دخل وأردن البحرية الملكية وتم تعيينه كزميل على الفرقاطة ملبومين.
في عام 1797، انخرط وأردن في تمرد بحري على العديد من سفن الأسطول التي تم إرساءها في نهر التمز .
في 2 أبريل 1801، تمت ترقية وأردن إلى جراح على متن سفينته الجديدة الفرقاطة خلال معركة كوبنهاجن . في 10 أغسطس 1805، كان وأردن جراح السفينة على الفرقاطة فينيكس عندما اشتبكت مع الفرقاطة الفرنسية ديدون قبالة كيب فينيستر. أصيب بجروح بالغة في المعركة، وتم نقل وأردن في وقت لاحق إلى مستشفى غرينتش في إنجلترا للتعافي. بعد عدة سنوات، خدم وأردن خلال حرب عام 1812 .
في عام 1811، حصل وأردن على درجة الدكتوراه من جامعة سانت اندروز .
في عام 1815، تم تعيين وأردن في سفينة خط نورثمبرلاند حيث نقلت بونابرت إلى منفاه في جزيرة سانت هيلينا . خلال الرحلة ولمدة عدة أشهر في الجزيرة، أجرى وأردن محادثات مكثفة من خلال مترجم مع بونابرت. أرسل وأردن في وقت لاحق رسالة عن هذه المحادثات إلى لندن في عام 1816.
تسبب نشر رسائل وأردن في ضجة في إنجلترا. ادعى النقاد أن الكتاب كان غير دقيق تاريخيًا. تعامل الأميرالية مع كتاب وأردن باعتباره خرقًا للانضباط وأخرجه من قائمة جراحي السفن في الأسطول. ومع ذلك، تم نقله لاحقًا إلى سفينة آرغوناوت . 
في عام 1824، حصل وأردن على شهادة طبية ثانية من جامعة أدنبرة . في عام 1825، تم تعيينه جراحًا في حوض بناء السفن البحرية في شيرنيس في كينت. في عام 1842، تم نقل وأردن إلى تشاثام دوكيارد في كينت.
توفي وأردن في تشاتام في 23 أبريل 1849، في البحرية الملكية.

## أعماله
- Letters written on board His Majesty's ship the Northumberland, and at St. Helena: in which the conduct and conversation of Napoleon Buonaparte, and his suite, during the voyage, and the first months of his residence in that island, are faithfully described and related (ط. 3rd)، Published for the author, by R. Ackermann، 1816، مؤرشف من الأصل في 2020-04-12